# Chilvers Coton
Chilvers Coton är en ort i unparished area Nuneaton, i distriktet Nuneaton and Bedworth, i grevskapet Warwickshire i England. Chilvers Coton var en civil parish fram till 1920 när blev den en del av Nuneaton. Civil parish hade 10 492 invånare år 1911. Byn nämndes i Domedagsboken (Domesday Book) år 1086, och kallades då Celverdestoche.